# Holocrinus wagneri
 Holocrinus wagneri  (Benecke, 1887) ist eine von bisher acht aktuell valid beschriebenen Arten der zum Stamm der Stachelhäuter (Echinodermata Bruguière, 1791 [ex Klein, 1734]) und der Klasse der Seelilien (Crinoidea Miller, 1821) gehörenden Gattung Holocrinus Wachsmuth & Springer, 1886. Das Vorkommen dieser Gattung ist bisher vom Olenekium bis einschließlich Ladinium von Europa, Asien und Nordamerika belegt. Die Art Holocrinus wagneri konnte bisher nur im Unteren Muschelkalk (Frühes Anisium (Bithynium)) von Deutschland nachgewiesen werden.

## Geschichte
In den Jahren ab 1881 erforschte der Lehrer Richard Wagner, der Mathematik und Naturwissenschaften an der Ackerbauschule in Zwätzen bei Jena unterrichtete, die Geologie und Paläontologie der Umgebung von Jena. Dabei entdeckte er bei seinen Forschungen im Unteren Muschelkalk am Nordwesthang des nach Jena gerichteten Ausläufers der Kernberge bei Jena in zwei linsenförmigen Einlagerungen das Vorkommen von Überresten fossiler Seelilien. Auf Anregung von Ernst Erhard Schmid veröffentlichte er nach einer kurzen Mitteilung an Emanuel Kayser 1885 im Jahr 1887 seinen Erkenntnisstand zum Vorkommen der in den einzelnen Schichtgliedern des Unteren Muschelkalks der Umgebung von Jena aufgefundenen Crinoidenreste und beschrieb dabei diese Seelilie als Encrinus gracilis v. Buch. Ernst Wilhelm Benecke erkannte 1887 die Eigenständigkeit dieser zierlichen Seelilie und benannte diese in einem Referat zu Ehren von Richard Wagner als Encrinus Wagneri. Im Herbst 1887 glückte Richard Wagner im gleichen Fundniveau im Rosental bei Zwätzen der Fund einer Seelilie der gleichen Art mit erhaltener Kelchdecke, den er zusammen mit einem Exemplar der Kernberge (1887, Fig. 2) in einer brieflichen Mitteilung an Wilhelm Dames publizierte. Otto Jaekel erkannte 1893 die Übereinstimmung der Gattungsmerkmale der von Richard Wagner aufgefundenen Seelilien mit der von Charles Wachsmuth und Frank Springer im Jahr 1886 aufgestellten Gattung Holocrinus.
Die von Richard Wagner entdeckte neue Seelilienart ist aktuell weiterhin valide und nach der 1893 erfolgten Zuordnung zur Gattung Holocrinus, als Holocrinus wagneri zu bezeichnen.

## Beschreibung
Holocrinus wagneri gehört zu den Cirren tragenden Seelilien. Im Gegensatz zu der zur gleichen Familie der Holocrinidae Jaekel, 1918, gehörenden Art Moenocrinus deeckei Hildebrand, 1926, bei der die Basalia mehr als dreimal so lang als der Stiel breit ist, hat Holocrinus wagneri kleine, nussförmige Kelche von etwa 13 mm Länge und 8 mm Breite. Ihre Arme werden ziemlich lang. Bei 5 mm Kelchhöhe konnten Armlängen bis 44 mm festgestellt werden. Der Stängel hat einen Wechsel von stärker und weniger stark entwickelten Gliedern, wobei der Cirrenträger wiederum im Gegensatz zur später auftretenden Holocrinus beyrichi (Picard, 1883) mit 5 Cirren in Abständen meist nur 3 Cirren trägt.

### Angaben zur Erstbeschreibung
- 1885 – Encrinus gracilis v. Buch – Wagner, S. 807
- 1887a – Encrinus gracilis v. Buch – Wagner, S. 1–32, Tafel I und Tafel II
- * 1887 – Encrinus Wagneri  – Benecke, S. 371
- 1887b – Encrinus Wagneri Ben. – Wagner, S. 822–828
- 1891 – Encrinus Wagneri Ben. – Wagner, S. 879–890
- 1893 – Holocrinus wagneri Benecke – Jaekel, S. 201–206

Fundort Kernberge bei Jena
- Stratum typicum: Unterer Muschelkalk, Jena-Formation, etwa 1 bis 2 m unter Oolithbank Apha (= Zyklus mu1g (Zyklenfolge 7))
- Locus typicus: Nordwesthang des nach Jena gerichteten Ausläufers der Kernberge bei Jena, Jena
- Sammlung: Wagner. Ein Holotypus wurde durch Wagner nicht festgelegt. Bei Auffinden des Originalmaterials könnte das den Abb. Wagner 1887, Fig. 1 a oder b entsprechende Exemplar als Lectotypus ausgewiesen werden.

### Fundorte stratigraphisch gleichaltriger Exemplare
Fundort Rosenthal bei Zwätzen
- Fundschicht: Unterer Muschelkalk, Jena-Formation, etwa 1 bis 2 m unter Oolithbank Apha (= Zyklus mu1g (Zyklenfolge 7))
- Fundort: Östliche Talwand des Rosentales bei Zwätzen, Karl-Friedrich-Kuppe, Zwätzen
- Sammlung: Wagner

Fundort Elfershausen
- Fundschicht: Unterer Muschelkalk, Jena-Formation, Zyklus mu1g, etwa 23,35 m oberhalb Oberkante Grenzgelbkalkstein
- Fundort: Hanganschnitt oberhalb Elfershausen, Elfershausen
- Sammlung: Museum Terra Triassica Euerdorf, Kronen
- Sammlung: Muschelkalkmuseum Ingelfingen, Kronen

### Fundorte stratigraphisch älterer Exemplare
Fundort Kleiner Heiligenberg bei Zwätzen
- Fundschicht: Unterer Muschelkalk, Jena-Formation, etwa 22 m über der Unterkante des Unteren Wellenkalks, zwischen Wagners Bänken d7 und d8.
- Sammlung: Wagner,1 Krone
- Bemerkungen: Die von Rudolf Wagner 1917 etwa 14 m unter dem Hauptlager von Holocrinus wagneri aufgefundene Krone wurde von ihm beschrieben, jedoch nicht abgebildet. Im Unterschied zu den Exemplaren der Erstbeschreibung (1 bis 2 m unter Oolithbank Alpha), die 3 Cirren tragen, scheinen diese stratigraphisch älteren 5 Cirren zu tragen, da sich auf dem Gesteinsstück mit der Krone lose Nodalglieder mit 5 Cirren befanden. Dies veranlasste Rudolf Wagner, zur Unterscheidung dieser beiden Formen, die Varietäten quinqueverticillatus für die ältere und triverticillatus für die jüngere Form zu errichten.

Fundort Steinau an der Straße
- Fundschicht: Unterer Muschelkalk, Jena-Formation, Zyklus mu1e (Schüttungskörper in Zyklenfolge 5)
- Fundort: Steinau an der Straße
- Sammlung: Schulz, Großenlüder, Kronen

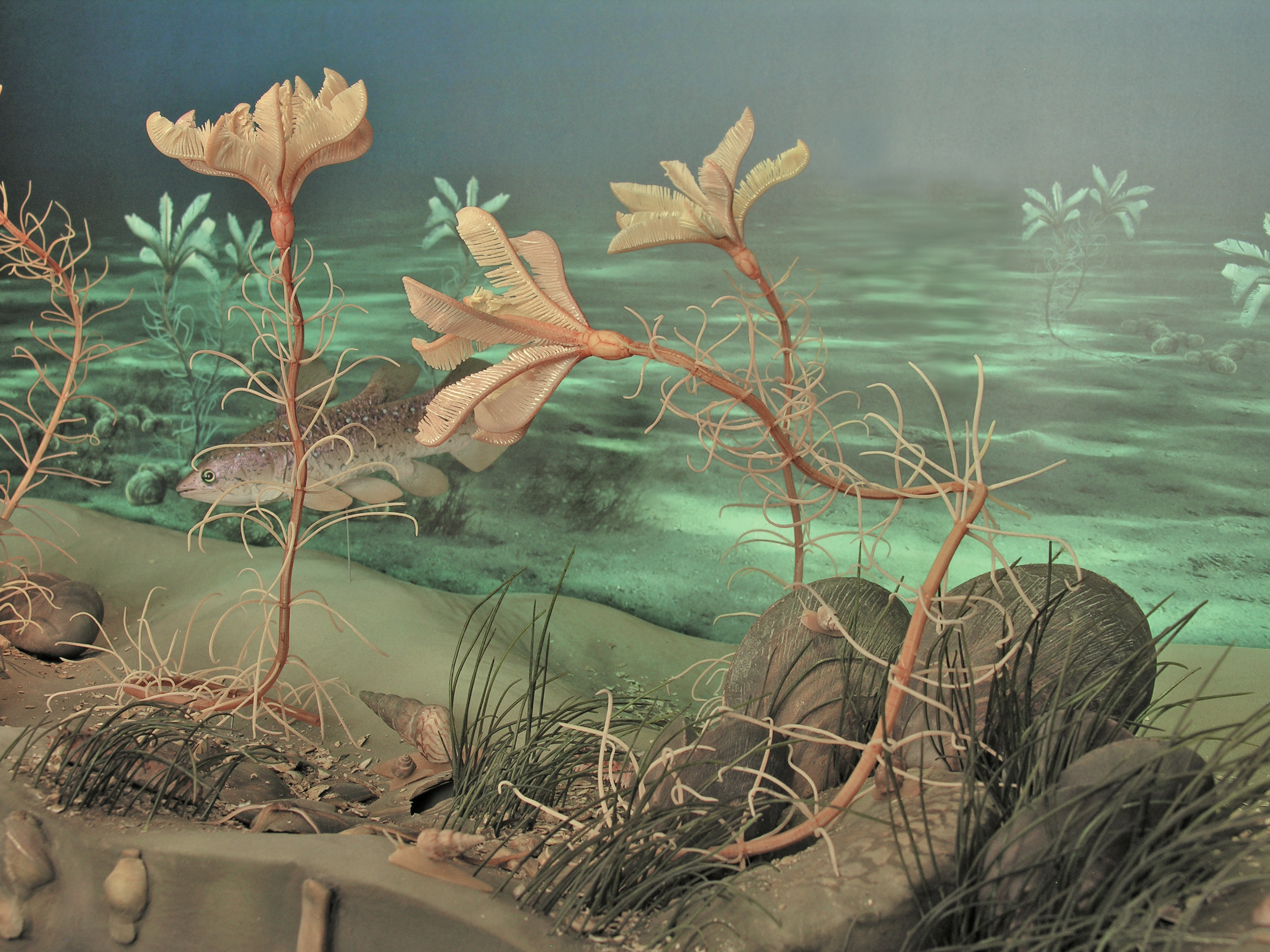
Lebensbild von triassischen Seelilien der Ordnung Holocrinida, Museum Terra Triassica Euerdorf

## Lebensweise
Holocrinus wagneri war wie alle Holocriniden nicht wie viele andere Seelilien (Encrinida) mit einer Haftscheibe am Meeresboden festgewachsen, sondern konnte sich mit ihren Cirren aktiv am Untergrund oder auch an byssustragenden Muscheln festkrallen, diese Verankerung jedoch auch wieder lösen und ihren Lebensort eigenständig wieder wechseln. Nach Tomasz Baumiller und Hans Hagdorn (1995) hatten die Holocriniden wie ihre Nachfahren, die heute noch in der Tiefsee lebenden Isocriniden, in ihrem Stiel unter den Nodalgliedern Sollbruchstellen, an denen der Stiel so abgeworfen werden konnte, dass das Tier sich mit seinem endständigen Cirrenkranz leicht wieder verankern konnte.